# Juniata
Juniata és una població dels Estats Units a l'estat de Nebraska. Segons el cens del 2000 tenia 693 habitants.

## Demografia
Segons el cens del 2000, Juniata tenia 693 habitants, 274 habitatges, i 198 famílies. La densitat de població era de 504,8 habitants per km².
Dels 274 habitatges en un 37,6% hi vivien nens de menys de 18 anys, en un 56,2% hi vivien parelles casades, en un 10,9% dones solteres, i en un 27,4% no eren unitats familiars. En el 23,7% dels habitatges hi vivien persones soles el 5,5% de les quals corresponia a persones de 65 anys o més que vivien soles. El nombre mitjà de persones vivint en cada habitatge era de 2,53 i el nombre mitjà de persones que vivien en cada família era de 2,99.
Per edats la població es repartia de la següent manera: un 28,7% tenia menys de 18 anys, un 7,6% entre 18 i 24, un 29,6% entre 25 i 44, un 25,1% de 45 a 60 i un 8,9% 65 anys o més.
L'edat mediana era de 36 anys. Per cada 100 dones de 18 o més anys hi havia 101,6 homes.
La renda mediana per habitatge era de 32.833 $ i la renda mediana per família de 39.250 $. Els homes tenien una renda mediana de 26.300 $ mentre que les dones 21.750 $. La renda per capita de la població era de 15.009 $. Aproximadament el 6,2% de les famílies i el 8,5% de la població estaven per davall del llindar de pobresa.

## Poblacions més properes
El següent diagrama mostra les poblacions més properes.